# 任光統
任光統（1578年—？），字葆一，號赤坡，山西平陽府解州芮城县军籍，明朝政治人物。

## 生平
任养心侄。万历二十八年（1600年）庚子科山西乡试第六十四名举人，萬曆三十五年（1607年）丁未科進士，大理寺觀政，萬曆三十六年授临城知县，萬曆三十八年调获鹿知县，萬曆四十二年降河南按察司照磨，升沂水知县，萬曆四十五年升都察院经历，萬曆四十六年升户部司员外。天启元年（1621年）调兵部車駕司，二年升陕西僉事，三年加升参议，养病。

## 家族
曾祖任景武，壽官。祖父任良士，封江西道监察御史。父任养气，贡士。母王氏。慈侍下。兄道統。弟治統（贡士）、裕統、绍統、兆統。